# 格雷厄姆·古尔德曼
格雷厄姆·基思·古尔德曼，MBE（1946年5月10日—）是一位英国音乐家。他是英国10cc乐队的成员之一。

## 专辑列表
- The Graham Gouldman Thing（1968年）（美国）
- Animalympics（1980年）（美国）
- And Another Thing...（2002年）